# Площадь примасов
Площадь примасов (словац. Primaciálne námestie) — площадь в Старом городе Братиславы.
Она расположена примерно между площадью СНП и Главной площадью. Площадь граничит с тремя важными зданиями, а именно Старой ратушей, зданием Братиславского городского совета (Новой ратушей) и Дворцом примасов (резиденцией мэра Братиславы), по которому собственно и получила свое современное имя. Раньше площадь носила имена Яточной площали, Обильной, Иоановой (Яновой) — по имени барочной скульптуры Святого Яна Непомуцкого, стоявшей рядом со Старой ратушей. Позже она стала называться площадью Баттьяни, в честь кардинала Йожефа Баттяни, приказавшего в 1787 году построить Дворец примаса.

## Галерея

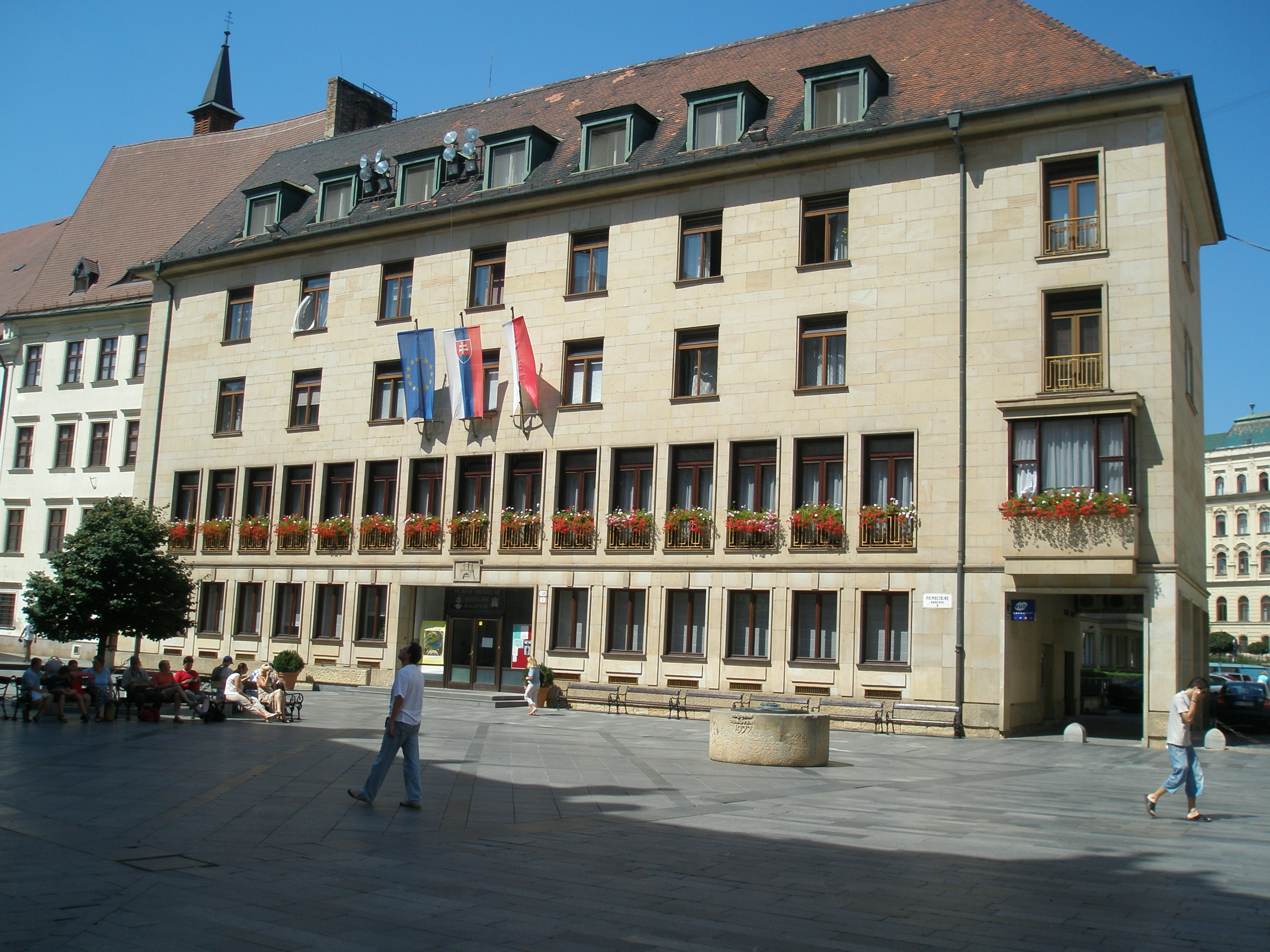
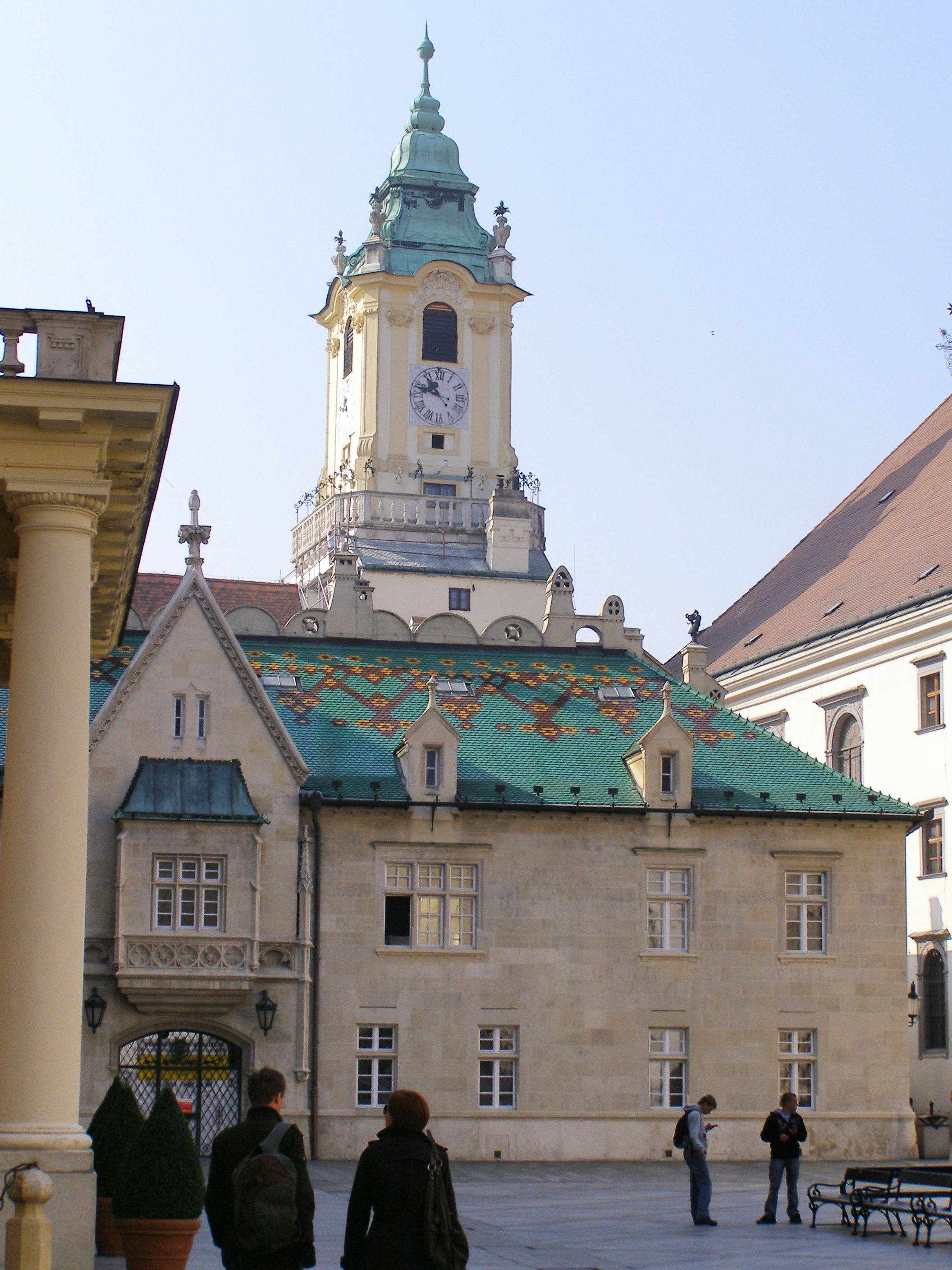
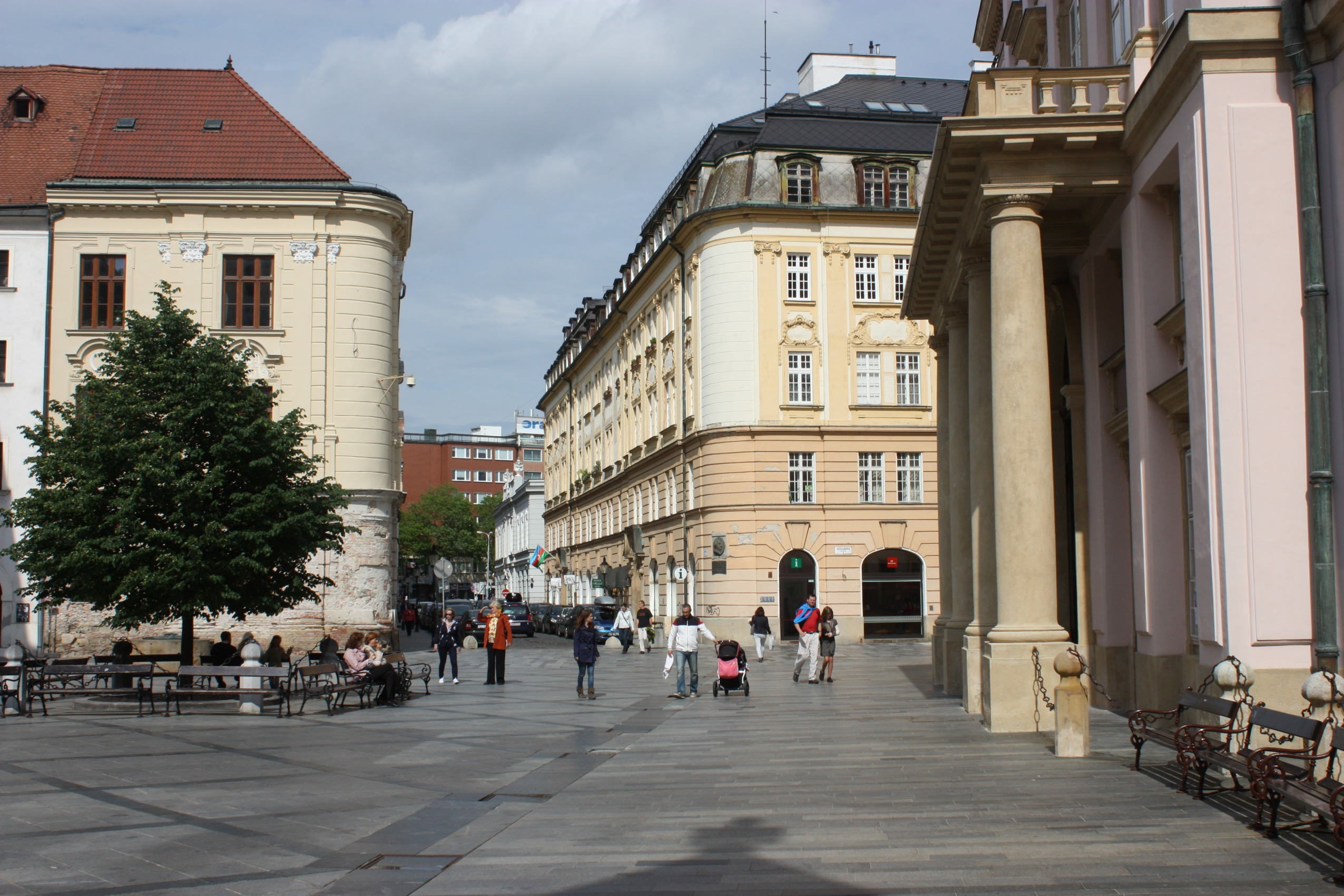
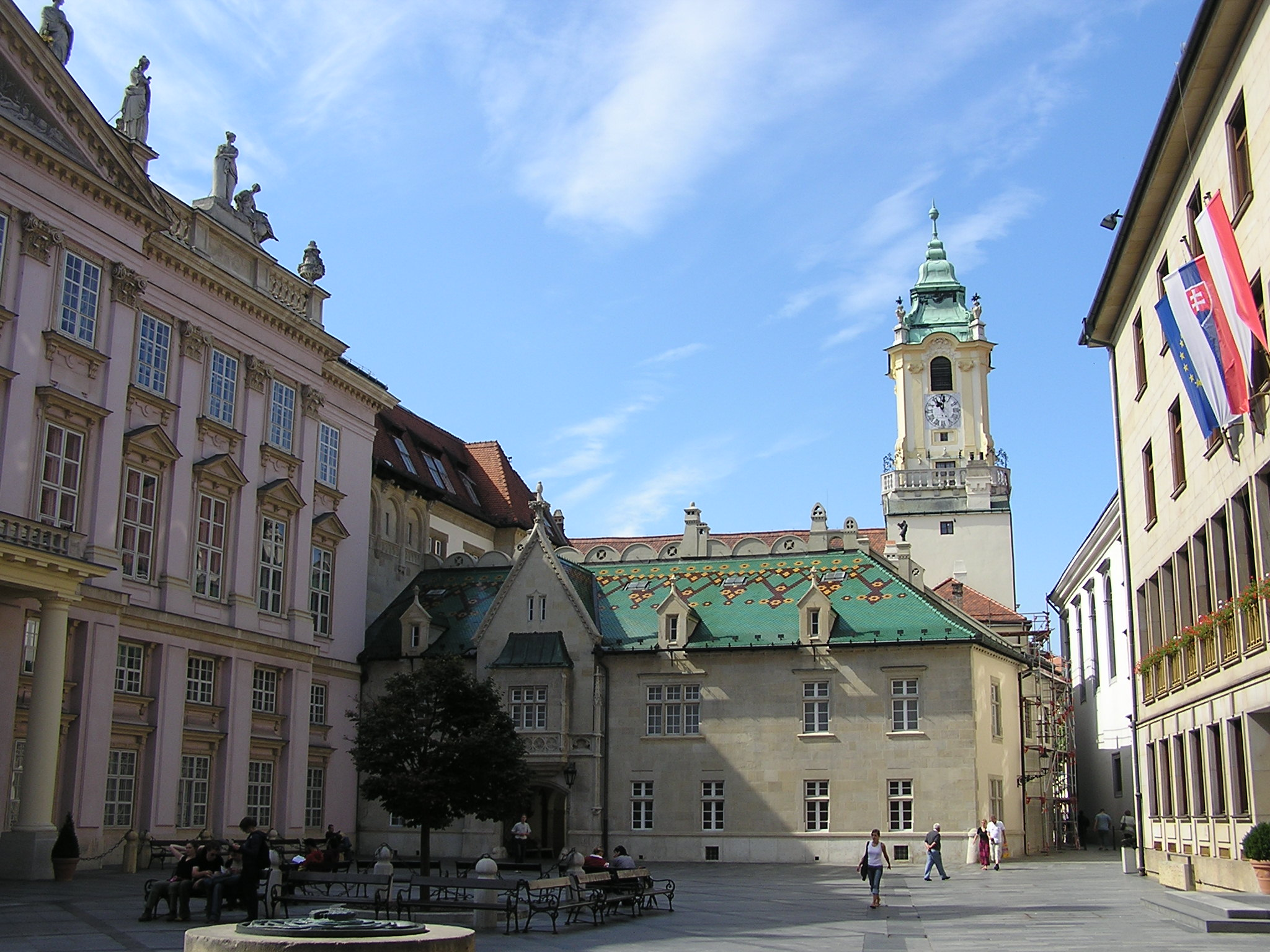